# Подковоносови
Подковоносови или подковоноси прилепи (Rhinolophidae) е семейство дребни бозайници от разред Прилепи (Chiroptera). Разпространени са в Южна Европа, Африка и Азия, до Североизточна Австралия, както и на много от островите в Тихия океан. В България се срещат 5 вида от род Подковоноси (Rhinolophus).

## Физически характеристики
Характерни за подковоносовите са листоподобните кожни образувания в носа, които използват при ехолокацията. Те служат за насочване на ехолокационните сигнали в тесен сноп, което им позволява да получат по-детайлна информация за заобикалящите ги предмети. Издаваните от тях звуци са високочестотни. При подсемейство Rhinolophinae те имат формата на конска подкова, откъдето идва и името на семейството. Нямат трагус. Опашката е малко по-къса или равна на дължината на задните крайници (краката). Задните крайници са слабо развити, а крилата са относително широки и къси, на което се дължи особената им подвижност по време на полет. Повечето подковоносови са кафяви или червенокафяви на цвят. Дължината на главата и тялото варира между 25 и 140 mm, а масата – между 4 и 120 g. 

## Начин на живот
Подковоносовите се хранят с насекоми, които улавят по време на полет. Ловуват близо до земята или сред растителността и покрай нея. Някои видове живеят в големи колонии в пещери, други обитават хралупи на дървета, а трети спят на открито в клоните на дървета. Популациите в северните области прекарват зимата в хибернация, а при няколко вида е наблюдавана естивация. Поне при един вид са известни сезонни миграции. Както при много гладконоси прилепи, някои подковоносови се чифтосват през есента, но бременността започва на следващата пролет.

## Класификация
- Подсемейство Rhinolophinae
  - Род Rhinolophus – Подковоноси
- Подсемейство Hipposiderinae
  - Род Anthops
  - Род Asellia
  - Род Aselliscus
  - Род Cloeotis
  - Род Coelops
  - Род Hipposideros
  - Род Paracoelops
  - Род Rhinonicteris
  - Род Triaenops

## Допълнителни сведения
- Подковоносовите са преносител на различни болести, като SARS.